# Milan Augustin
Milan Augustin (* 11. Juli 1960 in Karlsbad, Tschechoslowakei) ist ein tschechischer Archivar und Historiker. Er ist seit 1999 Direktor des Bezirksarchivs Karlovy Vary.
Nach dem Schulbesuch war Milan Augustin als Dokumentar auf der Burg Loket tätig und arbeitete als Erzieher in Horní Slavkov. Anschließend studierte er Geschichte an der Karlsuniversität in Prag. Nach dem Magisterabschluss wurde er 1987 Archivar am Staatlichen Bezirksarchiv in Karlovy Vary, dessen Direktor er 1999 wurde.
Milan August beschäftigt sich intensiv mit der Geschichte Böhmens, insbesondere dem deutsch-tschechischen Verhältnis in der Region von Karlovy Vary und Umgebung sowie mit der Montangeschichte des Erzgebirges. Er ist seit 1993 Herausgeber der Reihe Historický Sborník Karlovarska.

## Schriften (Auswahl)
- Milan Augustin: Karlsbad – ein weltbekannter Kurort. Geschichte, Gegenwart, Möglichkeiten, (Übersetzerin: Hana Haberzettlová, Fotos: Jiří Wendler), Promenada, Karlovy Vary 1998, ISBN 80-86092-23-2.